# Colonialismo italiano
Il colonialismo italiano fu un periodo compreso tra il 1882 e il 1960, durante il quale l'Italia intraprese una serie di spedizioni con lo scopo di avviare, e successivamente espandere, un proprio dominio coloniale, soprattutto in territorio africano.
Il trentennio tra il 1885 e il 1913 coincise con l'età dell'imperialismo, dove le potenze europee trasformarono i loro vasti imperi informali, mantenuti con l'influenza militare ed economica sui territori d'oltremare, in imperi formali, con la conquista militare dei territori e il loro dominio diretto. In meno di trent'anni le nazioni europee si spartirono il mondo, e con l'avvento del Novecento la fase più consistente di questa espansione era ormai compiuta cosicché nel quindicennio successivo i maggiori imperi coloniali furono soprattutto impegnati ad assestare e consolidare il controllo sui territori reciprocamente riconosciuti nel ventennio precedente. Fu il Regno d'Italia a fare eccezione a questo ritmo generale. Arrivata senza alcun possedimento nell'età dell'imperialismo, l'Italia liberale diede formalmente inizio alla propria esperienza coloniale con l'espansione in Eritrea (tra il 1882 e il 1890), usata come trampolino di lancio per il fallimentare tentativo di conquista dell'Etiopia, concluso con il disastro di Adua nel 1896.
Nel 1901, sulla scia dell'intervento delle nazioni europee in Cina a seguito alla ribellione dei Boxer, l'Italia ottenne una piccola concessione a Tientsin. Tra il 1889 e il primo decennio del Novecento vennero poste le basi per la penetrazione economica e amministrativa in Somalia, i cui confini vennero definiti nel 1908 con una legge che riuniva tutti i possedimenti italiani nella zona nella Somalia italiana.
Lo sforzo maggiore dell'Italia liberale per ottenere un proprio impero in Africa si ebbe con la guerra di Libia. L'Impero ottomano all'epoca controllava le regioni nordafricane di Cirenaica e Tripolitania, e il governo Giolitti intraprese una guerra che di fatto fu combattuta prima contro la resistenza anti-coloniale turco-libica e poi solo libica. Con il trattato di Losanna, firmato nell'ottobre 1912, Costantinopoli si impegnò a ritirare i propri ufficiali e la Libia poté essere annessa all'Italia, anche se il controllo effettivo dell'interno di questa colonia sarebbe stato ancora a lungo un obiettivo piuttosto che una realtà. Alla vigilia della prima guerra mondiale l'Italia possedeva un oltremare quantitativamente piccolo, che sul totale generale delle superfici coloniali occupate da europei pesava poco meno del 4%, con una popolazione forse dello 0,3%.
Durante la Grande Guerra le vicende coloniali giocarono un peso limitato per l'Italia, sia perché non poté partecipare ad alcuna operazione militare contro i possedimenti tedeschi in Africa, sia perché il comando supremo dell'esercito rifiutò sempre l'ipotesi di destinare truppe suppletive nelle colonie. Dopo la fine della guerra, durante la conferenza di pace di Parigi, i governi di Londra e Parigi si spartirono i mandati della società delle nazioni fra di loro, mentre l'Italia ebbe delle compensazioni coloniali consistenti in rettifiche territoriali in favore di Libia, Eritrea e Somalia. Anche da ciò, oltre che dalla questione dei confini orientali, derivò il mito della "vittoria mutilata".
Tra le due guerre mondiali le altre potenze mirarono a valorizzare e sfruttare propri possedimenti d'oltremare; in Italia invece si ebbe un periodo di crisi politica, e il governo fascista che prese il potere ebbe fin da subito l'obiettivo di espandere ulteriormente i possedimenti coloniali e a "pacificare" col pugno di ferro i territori già formalmente annessi. Durante la prima guerra mondiale le forze italiane in Libia vennero respinte e accerchiate dalla guerriglia locale in poche località lungo la costa, ma tra il 1922 e il 1934 venne intrapresa una lunga e dura campagna militare in cui le forze italiane repressero i ribelli e i civili libici durante la cosiddetta "riconquista della Libia". Nel 1934 Cirenaica e Tripolitania furono unificate nel governatorato generale della Libia italiana. La politica di potenza del regime fascista concentrò quindi i propri sforzi verso l'Etiopia, e nel 1935 venne intrapresa un'imponente campagna coloniale contro il governo di Addis Abeba. La guerra d'Etiopia si risolse a favore delle forze italiane, e l'Etiopia venne unita ad Eritrea e Somalia per dare vita all'Africa Orientale Italiana (AOI). In tale occasione il re Vittorio Emanuele III assunse il titolo imperiale d'Etiopia e fu proclamata ufficialmente la nascita dell'Impero.
Dopo l'entrata dell'Italia nella seconda guerra mondiale nel 1940, l'Italia si vide da una parte impegnata a mantenere il controllo sui possedimenti africani e dall'altra tentò di annettere territori nei Balcani: infatti insieme alla Germania si spartirono la Grecia e la Iugoslavia, ottenendo parte della Dalmazia, la Slovenia, il Montenegro e metà Grecia con Creta (fra il 1941 e il 1942). Nel 1941 la rapida disfatta delle forze italiane in Africa orientale a opera delle forze britanniche consentì a Hailé Selassié di tornare sul trono di Addis Abeba, e nel 1943 la disfatta delle forze dell'Asse in Nordafrica decretò la fine della presenza italiana in Africa.
Con la caduta del fascismo del 25 luglio 1943 e il successivo armistizio di Cassibile con le forze Alleate, l'Italia terminò anche l'occupazione temporanea dei territori nei Balcani e nella Francia meridionale. Nel dopoguerra, con la firma del trattato di pace del 1947, venne stabilita la perdita di tutte le colonie ad eccezione della Somalia, posta sotto amministrazione fiduciaria italiana per conto dell'ONU nel 1950. Nel 1960 la Somalia ottenne l'indipendenza, sancendo così la fine dell'ottantennio coloniale italiano.

## Storia

### La posizione degli Stati preunitari
Il movimento coloniale internazionale in cui l'Italia prese a partecipare era di dimensioni colossali e aveva radici lontane, almeno a partire dal Quattrocento. Rispetto alla durata plurisecolare e all'estensione su più continenti degli imperi coloniali delle altre potenze europee - dalla Spagna al Portogallo, dalla Gran Bretagna alla Francia - in Italia il sogno e la realtà di un impero d'oltremare caratterizzò un periodo assai breve della storia dell'espansionismo coloniale europeo. Se si esclude la Germania, i cui possedimenti cessarono di esistere dopo la prima guerra mondiale, l'Italia fu la potenza europea che si affacciò per ultima nell'esperienza coloniale e che mantenne i suoi possedimenti per un lasso di tempo più breve.
Nel periodo delle grandi esplorazioni geografiche (a partire dal XV secolo) alcuni Paesi europei cominciarono ad estendere i propri domini oltreoceano e a creare dei veri e propri imperi coloniali (in particolare nelle Americhe), ad opera soprattutto di Spagna, Portogallo, Francia, Paesi Bassi, Inghilterra e anche Danimarca, Svezia e Curlandia.
Gli Stati italiani non parteciparono a tali espansioni. L'unico tentativo di creare una colonia oltreoceano fu compiuto da Ferdinando I granduca di Toscana, che nel 1608 organizzò una spedizione nel nord del Brasile sotto il comando del capitano inglese Robert Thornton. Tuttavia Thornton, al suo ritorno dal viaggio preparatorio nel 1609 (era stato sul Rio delle Amazzoni), trovò Ferdinando I deceduto e il suo successore, Cosimo II, abbandonò il progetto.
Il 29 maggio 1537, dallo Stato Pontificio, papa Paolo III pubblicò la bolla Veritas Ipsa (conosciuta anche come Sublimis Deus) nella quale condannava duramente la riduzione in schiavitù degli amerindi (indifferentemente se questi ultimi fossero o meno cattolici) da parte dei colonizzatori, minacciando i trasgressori di scomunica.

### I primi obiettivi in Africa e lo "schiaffo di Tunisi"
Dopo la proclamazione del Regno d'Italia, il neonato Stato mostrò interesse sia per l'Asia sud-orientale che per l'Africa.
Un primo tentativo (da parte però di privati cittadini) di creare un insediamento italiano in Africa fu la colonia italo-africana di Sciotel, fondata da Giovanni Giacinto Stella nel 1865 in prossimità di Cheren, nell'attuale Eritrea, con una ventina di coloni italiani. L'esperimento non ottenne l'appoggio del governo, e dopo molte difficoltà, fu totalmente abbandonato alla morte di Stella nel 1869.
Da parte del governo italiano si mostrò interesse per la Tunisia, dove si era stabilita da qualche anno una comunità di italo-tunisini. Nel 1869 infatti, nell'ambito dei negoziati con Napoleone III e l'Austria per creare un'alleanza italo-franco-austriaca in funzione antiprussiana, il governo Menabrea riuscì a ottenere l'assenso da parte dei due Paesi di consentire l'occupazione italiana di Biserta; il progetto non ebbe però modo di realizzarsi per l'interruzione dei negoziati di alleanza e la successiva caduta di Napoleone III. Tuttavia, il desiderio di stabilire una presenza italiana in Tunisia continuò nel corso del decennio seguente, fino a quando l'improvvisa imposizione del protettorato francese in Tunisia nel maggio 1881 mise fine a ogni progetto in tal senso, provocando un'indispettita reazione del governo Depretis e una svolta nella politica estera italiana. Fu proprio per l'azione improvvisa della Francia (ricordato in Italia come lo "schiaffo di Tunisi") che il governo italiano intraprese i contatti diplomatici con la Germania e l'Austria-Ungheria che portarono alla firma del trattato della Triplice Alleanza nel 1882, determinando così l'interruzione del processo di unificazione nazionale con la Venezia Tridentina e la Venezia Giulia, ancora in mano all'Impero austro-ungarico.
Frizioni con la Francia si ebbero, nel medesimo periodo, anche in Algeria, dove a Bona era attiva una comunità italiana di pescatori di corallo.

### I progetti in Asia
Nei primi due decenni dopo l'Unità, l'Italia guardava con un certo interesse ai pochi territori asiatici ancora liberi da altre potenze coloniali, in particolare nelle Indie orientali.
Nel 1864-1865 vi fu un tentativo di acquistare le isole Nicobare dalla Danimarca. Il Ministro dell'Agricoltura e del Commercio Luigi Torelli avviò un negoziato che sembrò inizialmente andare in porto, ma che terminò bruscamente con la caduta del secondo governo La Marmora. I negoziati per l'acquisto furono abbandonati e mai più ripresi (nel 1868 la Danimarca vendette l'arcipelago alla Gran Bretagna).
Allo stesso periodo risale anche il progetto dell'avventuriero Celso Cesare Moreno di stabilire una presenza italiana nell'isola di Sumatra. Moreno aveva vissuto a lungo nel sultanato di Aceh, dove era entrato in confidenza con il sultano Ibrahim, il quale gli aveva dato in sposa una delle sue figlie; tornato in Italia nel 1864 si era attivato subito per convincere l'opinione pubblica della necessità per il giovane Regno di espandere la propria sfera d'influenza in Asia sud-orientale, avendo anche un colloquio con il re. Il disinteresse del governo provocò la fine dei sogni di Moreno, il quale aveva progettato la creazione di una colonia sull'isola di Pulau Weh e l'istituzione di un protettorato italiano sul sultanato di Aceh per difenderlo dall'espansione olandese.
Alla fine del 1869 l'esploratore Giovanni Emilio Cerruti fu inviato nella Nuova Guinea, dove ottenne il sostegno di alcuni capi locali per la creazione di una presenza italiana nella regione; tuttavia, considerazioni geopolitiche e la prudenza diplomatica verso Regno Unito e Paesi Bassi portarono all’abbandono del progetto. Cerruti infatti era tornato nel 1870 a Firenze con bozze di trattati firmati dai sultani delle isole di Aru, Kai e Balscicu nella Nuova Guinea che ufficializzavano la sovranità italiana (il Cerruti aveva finanche preso possesso di alcuni settori della costa settentrionale ed occidentale nella Nuova Guinea in nome dell'Italia). Nel 1883 il governo italiano chiese a quello britannico per via diplomatica se avesse accettato che la Nuova Guinea potesse diventare una colonia italiana: al rifiuto britannico l'Italia abbandonò ogni tentativo di colonizzazione nel Pacifico asiatico. In conclusione vi sono diverse opinioni sulla considerazioni di esse come colonie italiane, la maggioranza delle opinioni le riconoscono come occupazioni temporanee.
Nel 1880 il barone Von Overbeck, console dell'Impero austro-ungarico ad Hong Kong, visto il rifiuto del proprio governo di sostegno alla sua concessione nel Borneo settentrionale (l'attuale stato di Sabah della Malaysia), chiese al governo italiano se fosse interessato ad acquisire la concessione e creare la prima colonia italiana nell'Asia insulare, ma il progetto naufragò per il rifiuto di Roma di intervenire, lasciando così mano libera alla Gran Bretagna che acquistò la concessione nel 1881. La motivazione iniziale di Von Oberbeck riguardava la possibilità di creare una colonia penale del governo italiano nel territorio di Sabah:

### I primi insediamenti sul Mar Rosso

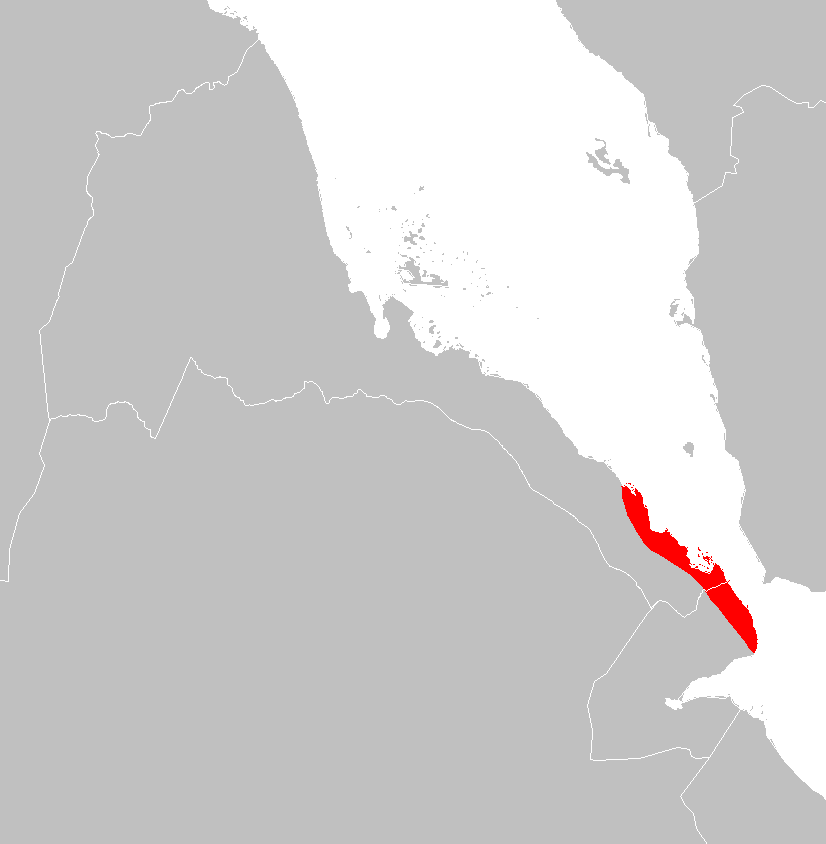
Il territorio della baia di Assab, acquisito nel 1882

I primi tentativi riusciti di ottenere possedimenti coloniali risalgono ai governi della Sinistra di Agostino Depretis e di Francesco Crispi, anche se alcuni governi precedenti avevano appoggiato, sebbene non in maniera esplicita, alcune iniziative private, come l'acquisizione della baia di Assab da parte della Compagnia di Navigazione Rubattino (1869). Oltre a questo, nel corso degli anni 1880 vi furono almeno tre tentativi ufficiali del governo italiano per l'acquisizione di un porto nel mar Rosso, il quale potesse fungere da base verso un futuro impero coloniale in Asia o in Africa.
Oltre all'acquisto di Assab dalle mani della compagnia Rubattino (nel 1882), lo Stato italiano cercò di acquistare ed occupare il porto di Zeila, a quel tempo controllato dagli egiziani, ma senza esito. Quando gli egiziani dovettero ritirarsi dal corno d'Africa nel corso del 1884, i diplomatici italiani stipularono un accordo con la Gran Bretagna per l'occupazione del porto di Massaua (avvenuta nel 1885) che, insieme ad Assab, formò i cosiddetti possedimenti italiani nel mar Rosso (dal 1890, dopo l'acquisizione anche di Asmara, raggruppati nella Colonia eritrea).

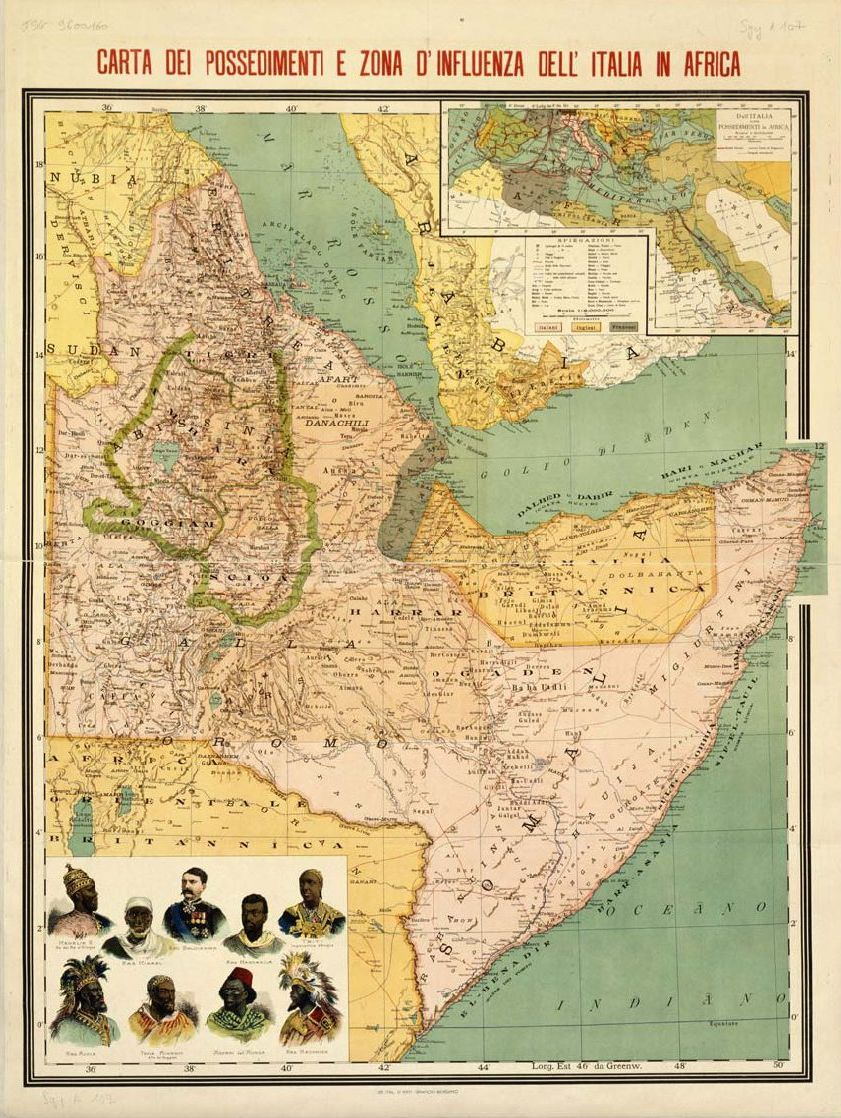
Possedimenti italiani nel 1896 nel Corno d'Africa, includendo il rigettato protettorato abissino e l'area sudanese di Cassala

Per i governi crispini, la città di Massaua diventò il punto di partenza per un progetto che doveva sfociare nel controllo dell'intero Corno d'Africa. Agli inizi degli anni ottanta questa zona era abitata da popolazioni etiopiche, dancale, somale e oromo autonome o sottoposte formalmente a diversi dominatori: gli egiziani (lungo le coste del mar Rosso), sultani (Harar, Obbia e Zanzibar i più importanti), emiri o capi tribali. Diverso il caso dell'Etiopia, allora retta dal Negus Neghesti ("Re dei Re") Giovanni IV, ma con la presenza di un secondo Negus (re) nei territori del sud: Menelik.
Attraverso gli studiosi e i commercianti italiani che frequentavano la zona già dagli anni sessanta, l'Italia cercò di dividere i due Negus al fine di penetrare, dapprima politicamente e in seguito militarmente, all'interno dell'altopiano etiopico. Tra i progetti vi furono l'occupazione della città di Harar, l'acquisto di Zeila dai britannici e l'affitto del porto di Chisimaio posto alla foce del Giuba in Somalia. Tutti e tre i progetti non si conclusero positivamente, in particolare la presa della città di Harar da parte delle forze etiopiche di Menelik impedì l'esecuzione di un'operazione simile da parte delle forze italiane. Durante la guerra d'Eritrea, la disfatta nella battaglia di Dogali del 1887, segnó una brusca interruzione dell'espansione italiana ai danni dell'Impero d'Etiopia.

### La guerra d'Abissinia
A seguito della sconfitta e della morte dell'imperatore Giovanni in una guerra contro i dervisci sudanesi, l'esercito italiano di stanza a Massaua occupò (1889) una parte dell'altopiano etiopico, compresa la città di Asmara, sulla base di precedenti ambigui accordi fatti con Menelik il quale, con la morte del rivale, era riuscito a farsi riconoscere Negus Neghesti. A seguito del trattato di Uccialli (2 maggio 1889), Menelik accettò la presenza degli italiani sull'altopiano e di utilizzare l'Italia come canale di relazione con Paesi esteri. Quest'ultimo riconoscimento venne trascritto come obbligatorio nella versione italiana del trattato, comunicata alle altre potenze europee, ma come semplice opzione nella versione in lingua amarica. Per le leggi internazionali dell'epoca, riconoscere l'obbligo a servirsi di un certo Paese significava l'accettazione esplicita di un protettorato.
Il trattato pose le basi per lo scoppio di un conflitto e la successiva avanzata italiana in Abissinia. Dopo la sconfitta che l'Italia subì il 1º marzo 1896 nella battaglia di Adua, il 26 ottobre 1896 fu conclusa la pace di Addis Abeba, con la quale l'Italia rinunciava alle sue mire espansionistiche in Abissinia. La disfatta provocò forti reazioni in tutta Italia: vi fu chi propose un immediato rilancio del progetto coloniale e chi, come una parte del partito socialista, propose di abbandonare immediatamente queste imprese.

### La campagna contro i dervisci
La sconfitte subite dai mahdisti ad Agordat da parte delle truppe italiane ed ascare spinse il generale Oreste Baratieri ad ordinare un'incursione oltre il confine con il Sudan. Il 16 luglio 1894 Baratieri condusse personalmente una colonna di 2.600 tra ascari ed italiani verso la città sudanese di Cassala conquistandola dopo un breve combattimento; a Cassala venne lasciato un presidio al comando del maggiore Domenico Turitto, mentre Baratieri con il grosso delle truppe rientrò in Eritrea. Nelle intenzioni degli italiani Cassala doveva fungere da avamposto per una campagna contro lo stato mahdista da tenersi in collaborazione con i britannici, ma questi ultimi rifiutarono l'aiuto italiano, temendo che esso celasse mire espansionistiche in Sudan.
La guarnigione italiana di Cassala venne ritirata nel dicembre del 1897 quando la città venne restituita agli anglo-egiziani; la rivolta madhista terminerà infine con la vittoria britannica nella battaglia di Omdurman, il 2 settembre 1898.

### Acquisizioni in Somalia
Nel frattempo aveva avuto luogo anche l'espansione dell'influenza italiana sulle rive africane dell'Oceano Indiano, in territori popolati da tribù somale.
Nel 1889 l'Italia ottenne, tramite un accordo da parte del console italiano ad Aden con i rispettivi sultani, il protettorato sul Sultanato di Obbia e su quello della Migiurtinia.
Nel 1892 il sultano di Zanzibar concesse in affitto i porti del Benadir (fra cui Mogadiscio e Brava) alla società commerciale Filonardi. Il Benadir, sebbene gestito da una società privata, fu sfruttato dal Regno d'Italia come base di partenza per delle spedizioni esplorative verso le foci del Giuba e dell'Omo e per l'assunzione di un protettorato sulla città di Lugh. Nel 1905 il governo italiano assunse direttamente l'amministrazione del Benadir a seguito delle accuse rivolte alla Società Filonardi di aver tollerato o addirittura collaborato alla perpetuazione della tratta degli schiavi.
Nel 1908 anche il Sultanato di Geledi, ormai in declino sotto il regno del sovrano Osman Ahmed, venne proclamato protettorato italiano. Il 5 aprile dello stesso anno il Parlamento approvò una legge che riuniva i possedimenti nell'area in un'unica entità amministrativa chiamata "Somalia Italiana".
Il controllo italiano sull'area verrà portato a compimento negli anni venti, con la deposizione dei sultani di Obbia e Migiurtinia e l'annessione diretta dei due protettorati alla colonia.

### La Rivolta dei Boxer e la concessione di Tientsin
In Cina, l'Italia aveva inizialmente dei quartieri nella Concessione Internazionale di Shangai, a Pechino, e Hankow. Nel 1899 vi era stato un ulteriore tentativo, mediante ultimatum, del governo italiano di ottenere dalla Cina (dopo che nell'anno precedente questa aveva già ceduto località e basi costiere alla Germania, alla Russia, alla Francia e alla Gran Bretagna) la cessione della baia di Sanmen e il riconoscimento della provincia di Zhejiang come area di influenza economica italiana. Il tentativo (anche a causa dell'improvviso venir meno dell'iniziale sostegno britannico) si risolse in un disastro diplomatico, il primo successo cinese su una grande potenza europea, e provocò la caduta del primo governo Pelloux.
Durante la rivolta dei Boxer in Cina (1899-1901), l'Italia intervenne nel Paese asiatico con un corpo di spedizione, al fianco delle altre grandi potenze. Alla fine del conflitto, il governo cinese riconobbe all'Italia una piccola zona nella città di Tientsin.

### La conquista della Libia e del Dodecaneso

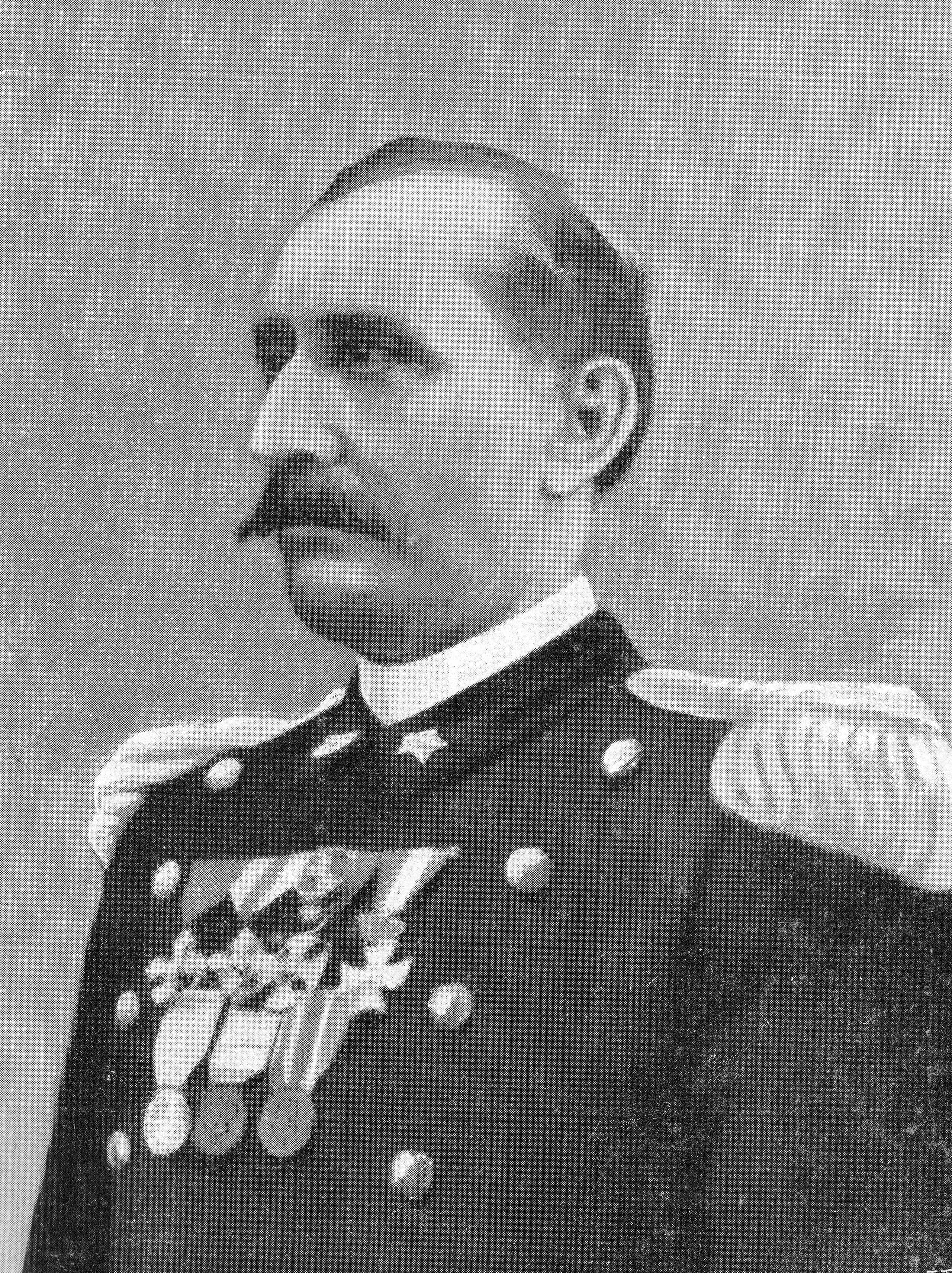
Giovanni Battista Ameglio, governatore della Cirenaica dal 1913 al 1918

Tra il 1911 e il 1912 il governo Giolitti, dopo una serie di accordi con la Gran Bretagna e la Francia, che ribadivano le rispettive sfere d'influenza nell'Africa settentrionale, dichiarò guerra all'Impero ottomano e avviò l'invasione del vilayet di Tripolitania. Nel corso del conflitto, per costringere la Turchia alla resa, gli italiani spostarono le operazioni militari nel mar Egeo e occuparono Rodi e le altre isole del Dodecaneso. La Turchia dovette cedere con la pace di Losanna del 1912 e all'Italia vennero riconosciute la Tripolitania e la Cirenaica.
Il 23 ottobre 1911, nel corso della battaglia di Sciara Sciatt per la conquista di Tripoli, due compagnie di bersaglieri italiani, composte da circa 290 uomini, furono accerchiate e, dopo la resa, annientate nei pressi del cimitero di Rebab dai militari ottomani e irregolari libici. Quando i bersaglieri riconquistarono l'area del cimitero scoprirono che quasi tutti i prigionieri erano stati trucidati. Secondo la relazione ufficiale italiana "molti erano stati accecati, decapitati, crocifissi, sviscerati, bruciati vivi o tagliati a pezzi". Analogo resoconto fu fatto dal giornalista italo-argentino Enzo D'Armesano che era inviato sul posto per il quotidiano argentino La Prensa. Nella repressione che seguì, furono uccisi almeno un migliaio di libici e si dispose la deportazione in Italia dei “rivoltosi” arrestati. L'operazione riguardò circa quattromila libici, che furono trasferiti nelle colonie penitenziarie delle Isole Tremiti, di Ustica, Gaeta, Ponza, Caserta e Favignana. Gli scarsi dati rimasti rilevano che, per le pessime condizioni igieniche e lo scarso cibo, alla data del 10 giugno 1912, alle Tremiti, erano già deceduti 437 reclusi, cioè il 31% del totale. A Ustica, nel solo 1911, ne morirono 69; a Gaeta e Ponza, nei primi sette mesi del 1912, altri 75. Nel corso del 1912, furono rimpatriati 917 libici, ma le deportazioni continuarono, con punte notevoli intorno al 1915. I due territori, il cui possesso verrà consolidato nel corso degli anni venti e trenta, verranno unificati nel 1934 nella colonia della Libia italiana.
Il Dodecaneso avrebbe dovuto essere restituito ai turchi alla fine della guerra, ma rimase sotto amministrazione provvisoria da parte dell'Italia per via di inadempienze turche alle clausole del trattato di pace. Dopo la prima guerra mondiale, con la firma dei trattati di Sèvres del 1920 e infine di Losanna del 1923, la Turchia rinunciò a ogni rivendicazione e riconobbe ufficialmente la sovranità italiana sull'arcipelago.
Nel corso della guerra, l'Impero ottomano si trovò notevolmente svantaggiato, poiché poté rifornire il suo piccolo contingente in Libia solo attraverso il Mediterraneo. La flotta turca non fu in grado di competere con la Regia Marina e gli ottomani non riuscirono ad inviare rinforzi alla provincia nordafricane. Pur se minore, questo evento bellico fu un importante precursore della prima guerra mondiale, perché contribuì al risveglio del nazionalismo nei Balcani. Osservando la facilità con cui gli italiani avevano sconfitto i disorganizzati turchi ottomani, i membri della Lega Balcanica attaccarono l'Impero prima del termine del conflitto con l'Italia.
La guerra registrò numerosi progressi tecnologici nell'arte militare tra cui, in particolare, l'impiego dell'aeroplano (furono schierati in totale 9 apparecchi) sia come mezzo offensivo che come strumento di ricognizione. Il 23 ottobre 1911 il pilota capitano Carlo Maria Piazza sorvolò le linee turche in missione di ricognizione, e il 1º novembre dello stesso anno l'aviatore Giulio Gavotti lanciò a mano la prima bomba aerea (si disse grande come un'arancia) sulle truppe turche di stanza in Libia. Altrettanto significativo fu l'impiego della radio con l'allestimento del primo servizio regolare di radiotelegrafia campale militare su larga scala, organizzato dall'arma del genio sotto la guida del comandante della compagnia R.T. Luigi Sacco e con la collaborazione dello stesso Guglielmo Marconi. Infine, il conflitto libico registrò il primo utilizzo nella storia di automobili in una guerra: le truppe italiane furono dotate di autovetture Fiat e motociclette SIAMT.
Nel novembre 1912 il quarto governo Giolitti istituì il ministero delle colonie.

### LaGrande Guerra, il periodo interbellico e la politica del fascismo
Nel dicembre 1914, quando era già scoppiata la guerra in Europa ma l'Italia si manteneva ancora neutrale, un corpo di spedizione fu inviato ad occupare la città di Valona, per garantire l'ordine in un punto nevralgico dello Stato albanese (nato da pochi mesi e con una situazione incerta). Gli articoli 6-7 del Patto di Londra del 1915 ricobbero le rivendicazioni italiane sull'Albania, che sarebbe dovuta divenire un protettorato (Valona, invece, sarebbe stata inglobata direttamente al Regno d'Italia). Negli anni seguenti la zona d'occupazione in Albania fu ampliata e nel 1917 fu instaurato il protettorato previsto dal Patto di Londra. Tuttavia, dopo la guerra, la difficile congiuntura internazionale e i disordini sia in Albania che in Italia consigliarono al governo italiano di ritirarsi dal Paese, riconoscendone l'indipendenza (luglio-agosto 1920). Solo l'isolotto di Saseno, davanti Valona, fu mantenuto.
Il Patto di Londra aveva anche stabilito (articolo 9) che, in caso di divisione totale o parziale della Turchia asiatica, una "equa parte nella regione mediterranea vicina alla provincia di Adalia" sarebbe stata riconosciuta all'Italia. Per la zona che "eventualmente" sarebbe stata attribuita all'Italia, il Patto di Londra specificava che sarebbe stata "delimitata, al momento opportuno, tenendo conto degli interessi esistenti della Francia e della Gran Bretagna". Il 9 marzo 1919 l'Italia cercò di far rispettare tale clausola, inviando un corpo di spedizione che procedette all'occupazione dell'Anatolia sud-occidentale, con Adalia e alcune località vicine (Makri Budrun, Kuch-Adassi, Alanya, Konya, Ismidt e Eskişehir). Tale occupazione finì dopo soli tre anni con un nulla di fatto una volta che Kemal Atatürk riconobbe la sovranità italiana nel Dodecaneso. Nell'autunno 1922 le truppe italiane lasciarono l'Anatolia.
L'articolo 13 del Patto di Londra aveva (molto vagamente) lasciato intendere che, in caso di allargamento dei possedimenti coloniali britannici e francesi in Africa a spese della Germania, l'Italia avrebbe potuto richiedere compensi territoriali.
Alla conferenza di pace successiva alla prima guerra mondiale, perciò, l'Italia cercò di far rispettare tale clausola relativa all'Africa, avanzando varie richieste.
Una delle richieste durante la conferenza fu di ricevere la Somalia francese e quella britannica in cambio della rinuncia italiana alla ripartizione delle ex colonie tedesche tra le forze dell'Intesa (questo fu l'ultimo tentativo dello Stato liberale di perseguire la politica di penetrazione nel Corno d'Africa).
Un'altra ipotesi per allargare il piccolo impero coloniale si poneva come obiettivo il controllo di un territorio che andasse dal Mar Mediterraneo al golfo di Guinea. Il governo italiano cercò così di stabilire degli insediamenti nel Ciad e di ottenere una delle ex colonie tedesche nell'Africa occidentale. Tale progetto non venne mai esplicitato pubblicamente, ma fu strategicamente chiaro durante le trattative per il Trattato di Versailles e causò frizioni diplomatiche con la Francia. Per realizzare tale progetto, avendo già formale possesso della Tripolitania e della Cirenaica, il corpo diplomatico italiano chiese di avere la colonia tedesca del Camerun o quella del Togoland e cercò di ottenere, come compenso per la partecipazione alla guerra, il passaggio del Ciad dalla Francia all'Italia. Il progetto fallì quando il Camerun e il Togo vennero spartiti tra Francia e Gran Bretagna.
Una richiesta alternativa del programma delle rivendicazioni italiane riguardava la colonia portoghese dell'Angola (anche per il Congo belga fu fatta richiesta analoga). Infatti il governo italiano riteneva che il Portogallo controllasse un impero sproporzionato rispetto alle sue piccole dimensioni e scarsa popolazione, al contrario dell'Italia che si trovava in una situazione opposta. Furono avanzate due proposte:
- il riconoscimento all'Italia da parte del Portogallo di concessioni agricole in Angola per emigranti italiani;
- nel caso che il Portogallo fosse stato privato di alcune sue colonie, la Gran Bretagna e la Francia avrebbero riconosciuto all'Italia il diritto sull'Angola.

Contemporaneamente il governo italiano promosse la costituzione da parte delle 11 banche italiane più importanti di una "Società Coloniale per l'Africa Occidentale" per la gestione delle concessioni agricole in Angola. Comunque questo progetto trovò una ferma opposizione da parte delle autorità portoghesi. Alla proposta italiana (poi definita "assurda") risposero con fermezza Regno Unito e Francia in difesa portoghese ribadendo che le colonie portoghesi erano frutto di una conquista secolare da parte dei lusitani e che non c'era alcuna ragione concreta a che il Portogallo, che pure aveva (anche se molto limitatamente) partecipato alla prima guerra mondiale, cedesse territori all'Italia, dato che anch'esso figurava tra i vincitori del conflitto. L'Italia, a giudizio franco-britannico, aveva ottenuto già abbastanza con l'annessione della Venezia Tridentina e della Venezia Giulia, nonché con la successiva rettifica territoriale sempre a vantaggio italiano nell'Oltregiuba vedi sotto).
In conclusione, tutti i tentativi italiani durante la conferenza di pace per garantirsi un ingrandimento dell'impero coloniale in Africa fallirono. Unici magri guadagni furono:
- la ridefinizione, nel corso degli anni venti e trenta, dei confini libici, con l'annessione dell'oasi di Giarabub, del Triangolo di Sarra e della Striscia di Aozou (quest'ultima ottenuta mediante il trattato Mussolini-Laval del 1935, peraltro mai ratificato ufficialmente[35]);
- la cessione da parte britannica dell'Oltregiuba nel 1924 (tra l'altro, per compensare la perdita dell'Oltregiuba, ai britannici fu concesso 1/5 del Camerun ex tedesco, che sarebbe poi stato unito alla colonia della Nigeria).

Nel 1919 il Re d'Italia Vittorio Emanuele III, invocando uno dei diritti italiani stabiliti in favore delle potenze vincitrici del primo conflitto mondiale, all'articolo 9 del Patto di Londra, chiese ed ottenne l'assenso di un'altra potenza vincitrice, l'Impero britannico, attraverso i buoni uffici di Lloyd George, per l'invio in Georgia, terra in fermento indipendentista sia verso l'Impero russo sia verso la Turchia, di un contingente italiano di ben 85.000 uomini agli ordini del generale Giuseppe Pennella. Pennella avrebbe dovuto difendere l'indipendenza della Georgia e sostenere la neonata Federazione delle Repubbliche Transcaucasiche (Georgia, Armenia e Azerbaigian) per controbattere una possibile ingerenza dell'imperialismo russo. In altri termini, si può dire che la proposta di Lloyd George ricalcava gli esordi dell'espansione coloniale italiana nel Mar Rosso, nel penultimo decennio dell'Ottocento, che erano stati, in fondo, un episodio collaterale delle difficoltà britanniche nel Sudan all'epoca del ritiro delle guarnigioni egiziane dall'Eritrea e, poi, della grande insurrezione mahdista.
Del resto il governo Orlando, poco prima di cadere, decise con un apposito decreto, la spedizione italiana in Georgia e ne stabilì perfino i termini e le date. Ma il successivo governo Nitti decise di soprassedere per non compromettere le nuove relazioni tra l'Italia e la neocostituita Unione Sovietica.
     Italia metropolitana e territori dipendenti
     Stati clienti
     Territori rivendicati da annettere
     Territori da trasformare in Stati clienti

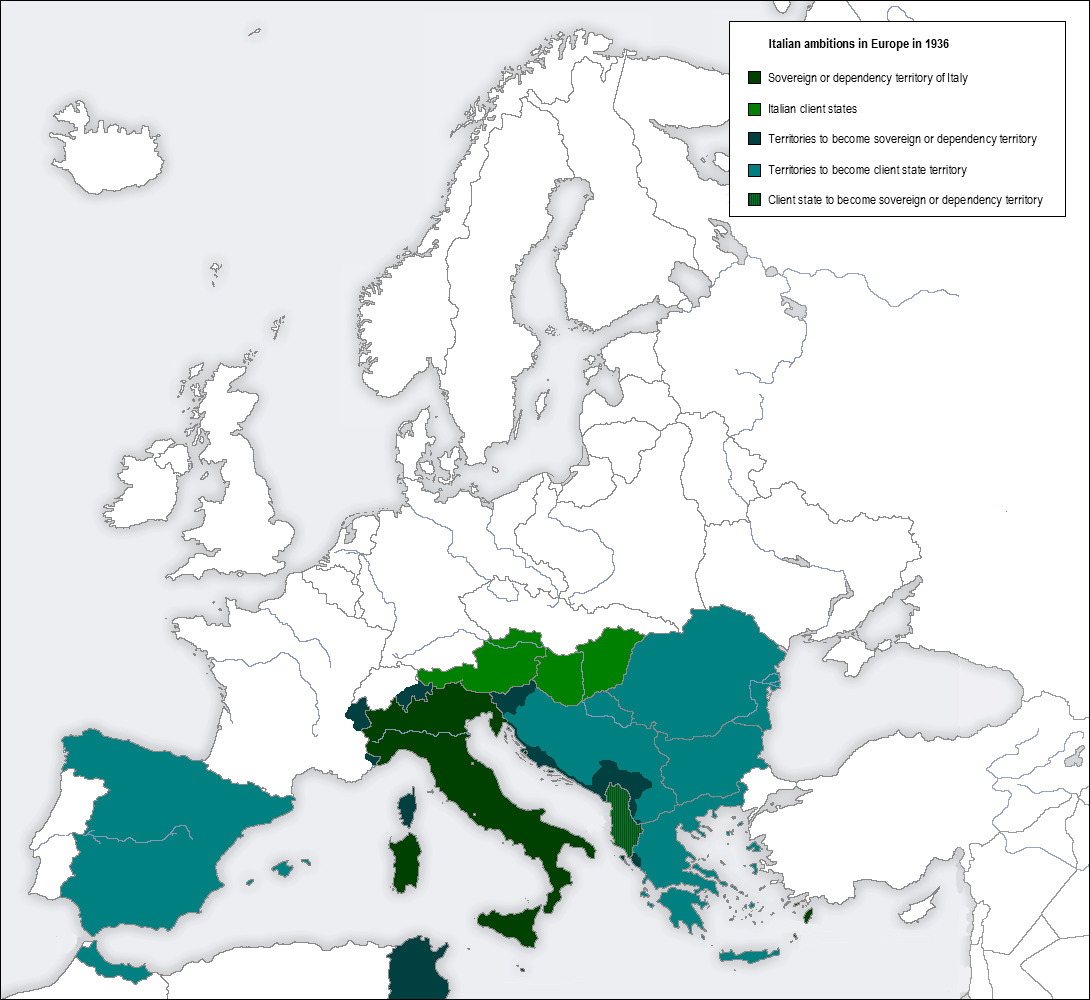
Ambizioni dell'Italia fascista in Europa nel 1936 Legenda:
Italia metropolitana e territori dipendenti
Stati clienti
Territori rivendicati da annettere
Territori da trasformare in Stati clientiL'Albania, che era uno stato cliente, era considerata un territorio da annettere.

Con la presa del potere del fascismo, la Colonia eritrea, sotto l'amministrazione del Governatore Jacopo Gasparini, cercò di ottenere nel 1926 un protettorato sullo Yemen e creare una base per un impero coloniale sulla penisola araba. Mussolini non volle però inimicarsi la Gran Bretagna e fermò il progetto. Infatti tergiversò e si lasciò sfuggire il possibile controllo di un'interessante area petrolifera. Del resto in quegli anni Mussolini era in continuo contatto epistolare con Winston Churchill (allora suo amico), che lo convinse a non appoggiare il governatore Gasparini.
Con lo scoppio della crisi di Corfù nel settembre 1923, il neo-primo ministro Mussolini fece occupare per circa un mese l'isola. Il governo Mussolini cercò inizialmente di presentarsi in maniera propositiva nei confronti dell'Etiopia cercando di attuare un trattato di amicizia con l'amministrazione del reggente Hailé Selassié. Tale accordo si concretizzò nel trattato italo-etiope del 1928.
Il regime fascista non si limitò a rivendicare il territorio, per secoli veneziano, della Dalmazia, già obiettivo dei padri del Risorgimento nel contesto del processo di unificazione nazionale, ma coltivò disegni imperiali per Albania, gran parte della Jugoslavia e Grecia, fondati sui precedenti dell'antica dominazione romana di queste regioni. Il regime cercò inoltre di stabilire un rapporto di protezione patrono-cliente con l'Austria, l'Ungheria, la Romania e la Bulgaria trascurando il fatto che i rapporti fra Ungheria e Romania erano tesi e che la Romania era sotto protezione francese dapprima e poi, a partire dal 1941, controllata dalla Germania nazista per le sue materie prime.
Mussolini richiese anche, come risarcimento del suo intervento nella guerra civile spagnola, l'isola di Minorca nelle Baleari allo scopo di farvi una base aeronavale italiana, ma la ferrea opposizione di Francisco Franco annullò ogni pretesa italiana. Secondo storici come Camillo Berneri, Mussolini ambiva non solo le Baleari, ma anche il Marocco spagnolo (specialmente l'area di Ceuta, che confinava con la zona internazionale di Tangeri, nel quale l'Italia era co-garante dal 1928).

### La conquista dell'Etiopia e la nascita dell'"Impero"

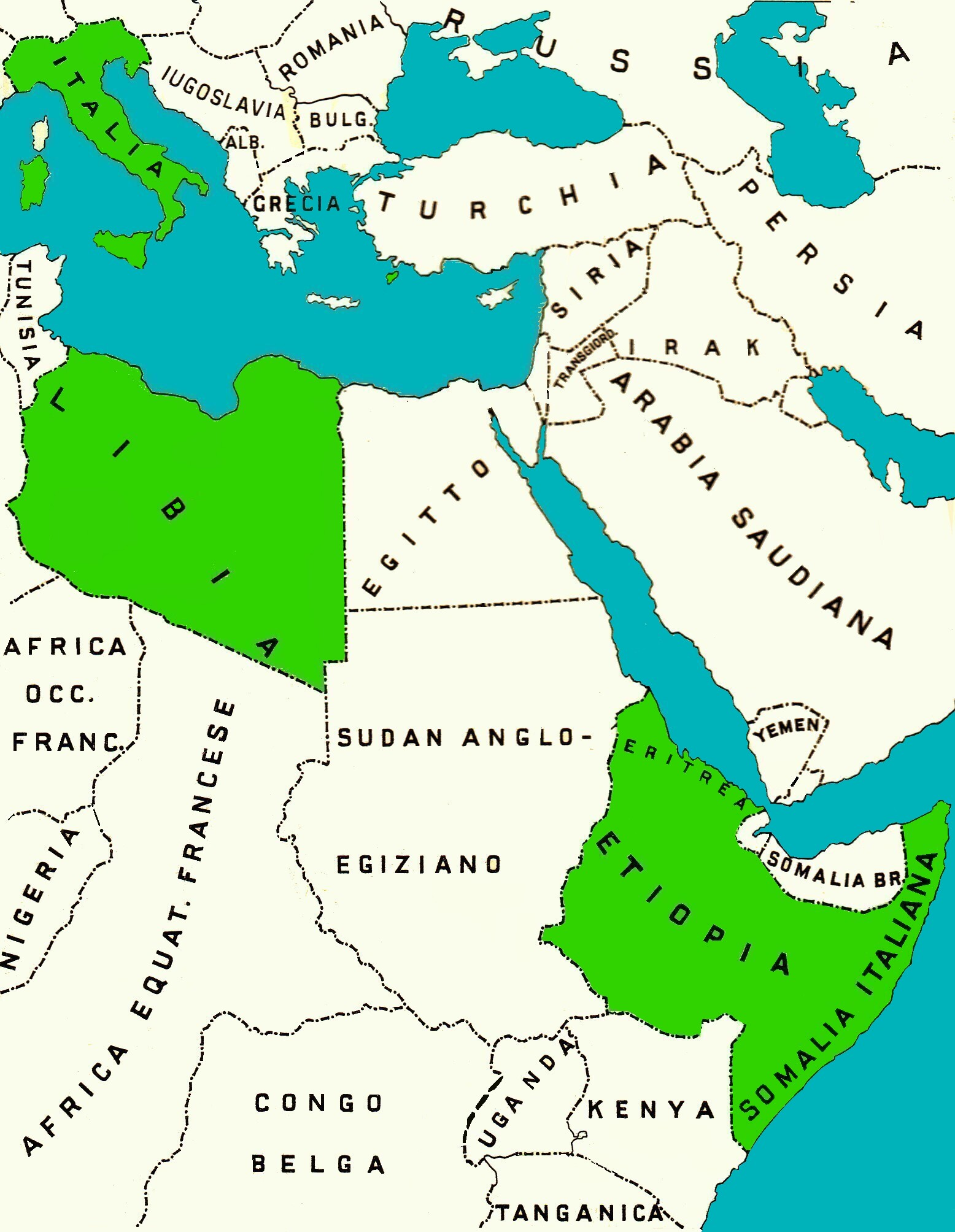
L'impero coloniale italiano dal 1936 al 1939

Insegna del viceré dell'Africa Orientale Italiana

A seguito della completa conquista della Libia, avvenuta alla fine degli anni venti, Mussolini manifestò l'intenzione di dare un Impero all'Italia e l'unico territorio rimasto libero da ingerenze straniere era l'Abissinia, nonostante fosse membro della Società delle Nazioni. Il progetto d'invasione iniziò all'indomani della conclusione degli accordi sul trattato di amicizia e si concluse con l'ingresso dell'esercito italiano ad Addis Abeba il 5 maggio 1936.
Quattro giorni dopo, il 9 maggio, con la dichiarazione della sovranità del Regno d'Italia sull'Etiopia e l'incoronazione di Vittorio Emanuele III come Imperatore d'Etiopia (con il titolo di Qesar, anziché quello di "Negus Neghesti"), l'impero coloniale trovò la sua ufficializzazione.
A seguito dell'uccisione di civili e militari italiani in Libia ed Etiopia negli anni venti e trenta, durante il dominio coloniale italiano in Africa furono usate armi vietate, quali gas asfissianti e iprite. La successiva pacificazione attuata dal fascismo nelle colonie africane, talora brutale, fu totale in Libia, Eritrea e Somalia (mentre in Abissinia, dopo meno di cinque anni, nel 1940 oltre il 75% del territorio era completamente controllato dagli Italiani) e risultò in un notevole sviluppo economico dell'area, accompagnato da una consistente emigrazione di coloni italiani.
Con la conquista di gran parte dell'Etiopia, si procedette ad una ristrutturazione delle colonie del Corno d'Africa. Somalia, Eritrea ed Abissinia vennero riunite nel vicereame dell'Africa Orientale Italiana (AOI). Il progetto coloniale terminò con l'occupazione britannica dei territori soggetti al dominio italiano nel 1941.

Addis Abeba (illustrazione di Filiberto Sbardella, in "La Rivista illustrata del Popolo d'Italia, maggio 1936)

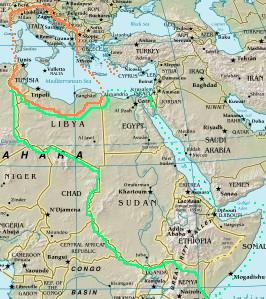
Il progetto mussoliniano di un ingrandito Impero italiano – dopo l'eventuale vittoria dell'Asse – includeva l'Egitto, il Sudan, Gibuti e il Kenya orientale: questo impero ingrandito (limiti in verde) doveva essere la continuazione in Africa della Grande Italia

### La seconda guerra mondiale
Durante la seconda guerra mondiale Corfù fu rioccupata dall'Esercito Italiano nell'aprile 1941. Tale occupazione durò fino al settembre 1943: durante questo periodo, sempre insieme alle Isole Ionie, venne amministrata come entità separata rispetto alla Grecia con l'intento di prepararne l'annessione al Regno d'Italia.
Nel corso della seconda guerra mondiale, Mussolini e altri suoi gerarchi progettarono un ingrandimento dell'Impero italiano, qualora si fosse fatta una conferenza di pace dopo la vittoria dell'Asse. Il progetto, basato sul congiungimento delle due sezioni dell'Impero italiano nel 1939 (la Libia e l'Africa Orientale Italiana) tramite la conquista dell'Egitto e del Sudan - cui si sarebbero poi aggiunti la Somalia inglese (occupata temporaneamente nell'estate del 1940), Gibuti e la parte orientale del Kenya britannico - prevedeva una notevole colonizzazione di italiani (oltre un milione da trasferire principalmente in Etiopia ed Eritrea e circa mezzo milione in Libia) e il controllo del canale di Suez.
     Territori da includere nell'Italia metropolitana
     Aree da includere nell'Impero coloniale italiano

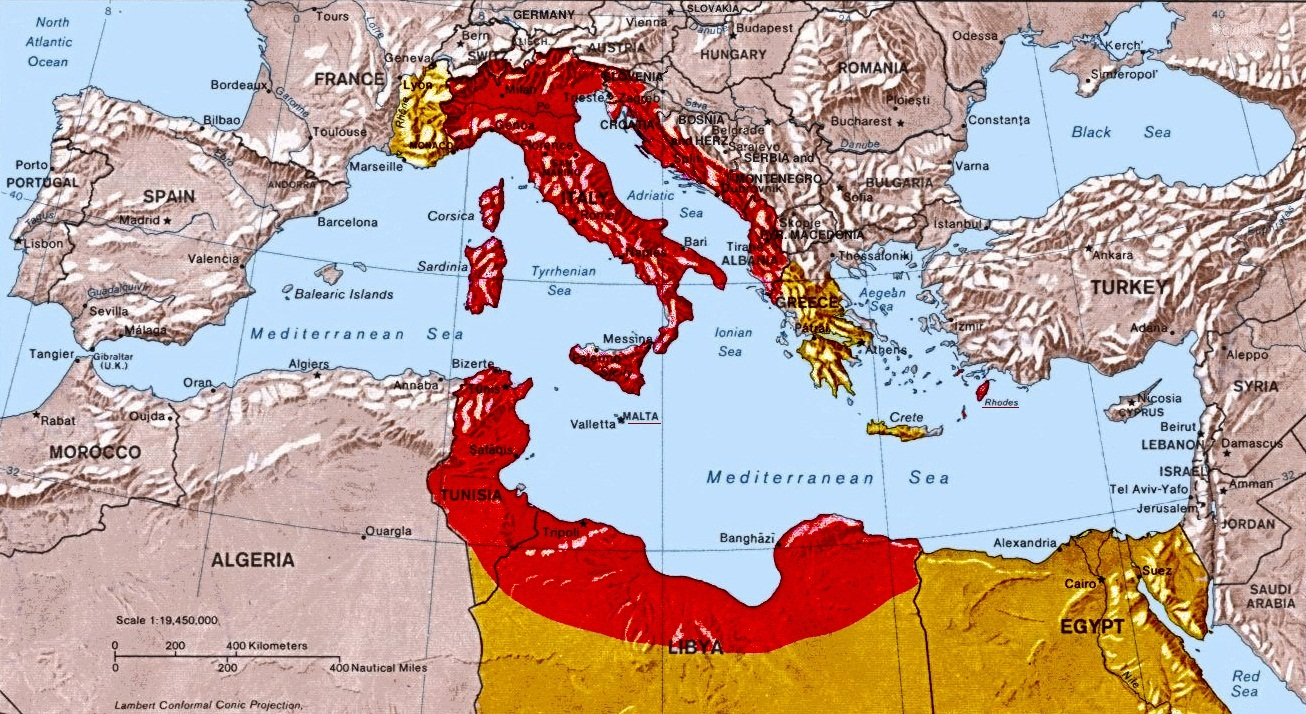
Mappa della Grande Italia secondo il progetto del 1940:
Territori da includere nell'Italia metropolitana
Aree da includere nell'Impero coloniale italiano

Dopo l'occupazione, tra il 1939 e il 1941, di alcune zone della Dalmazia, del Montenegro, dell'Albania, del Kosovo e della Somalia britannica, da parte delle truppe italiane, l'obiettivo di Mussolini fu quello di estendere la presenza italiana anche a Malta, Tunisia, Somalia francese e Corsica.
Dopo la caduta della Francia, l'illusione di una vittoria sulla Gran Bretagna spinse Mussolini e il Ministro degli Esteri Ciano ad iniziare una serie di colloqui con gli ambiti civili di Algeria, Egitto e Sudan. I colloqui vennero ben presto ostacolati dall'alleato tedesco e terminarono con la controffensiva britannica in Cirenaica.
Ai primi di novembre 1942, a seguito degli sbarchi alleati in Marocco e Algeria, l'Italia con l'operazione Anton occupò la Corsica e una fascia di territorio francese larga all'incirca 200 km a ovest del confine. Con quest'operazione (e le successive occupazioni della Tunisia e del Principato di Monaco) il territorio occupato dall'Italia nel Mediterraneo raggiunse la sua massima estensione, ma si trattò di un successo effimero, in quanto negli stessi giorni la seconda battaglia di El Alamein e il successivo crollo del fronte libico portarono alla perdita dell'Africa settentrionale e poi all'invasione alleata dello stesso territorio metropolitano italiano.
Sul finire del 1941 Italia e Germania intavolarono una trattativa per occupare militarmente e politicamente la Svizzera, progetto poi mai andato in opera. Prevedeva la spartizione in due parti: alla Germania la parte settentrionale di lingua tedesca e francese, all'Italia il Canton Ticino, il Vallese e i Grigioni oltre a Ginevra aggregata alla Savoia italiana.

### Invasione italiana dell'Egitto
L'invasione italiana dell'Egitto fu un'offensiva italiana contro le forze del Commonwealth, durante le prime fasi della campagna del Nordafrica della seconda guerra mondiale che comportò all'annessione temporanea del nord dell'Egitto all'impero italiano. L'operazione aveva lo scopo di impossessarsi del canale di Suez, partendo dalla colonia libica e attraversando l'Egitto settentrionale. Dopo diversi problemi, l'obiettivo divenne semplicemente avanzare in territorio egiziano e attaccare le forze britanniche nella regione.
La 10ª Armata italiana avanzò per più di 100 km in Egitto ma si scontrò solo con il 7º Gruppo di Supporto britannico, in particolare con la 7ª Divisione Corazzata britannica. Il 16 settembre 1940, la 10ª Armata si fermò in posizioni difensive presso il porto di Sidi Barrani, in attesa dell'arrivo del genio militare per estendere la Via Balbia con la Via della Vittoria per ottenere più rifornimenti e continuare l'avanzata verso est.

### La caduta del fascismo e la fine
L'Impero tramontò definitivamente nel corso del 1943, dopo l'espulsione del regio esercito ad opera delle forze britanniche e del Commonwealth, prima dall'Africa orientale(Campagna dell'Africa Orientale Italiana), nel novembre del 1941, e successivamente dal Nordafrica (Campagna del Nord Africa), nella primavera del 1943.
Le truppe italiane in Albania, nel Dodecaneso e nelle altre isole greche, non senza episodi cruenti come la Strage di Cefalonia, vennero ritirate a partire dal settembre 1943 dopo la caduta di Mussolini e la successiva resa dell'Italia, che pose fine all'aspirazione di fare dell'Italia una "potenza mondiale". Dopo la fine dalla seconda guerra mondiale l'Italia venne privata di tutti i propri possedimenti con il trattato di Parigi del 1947.
Come conseguenza furono inoltre attuate piccole rettifiche sulla frontiera con la Francia e a cedere alla Jugoslavia Fiume, il territorio di Zara, le isole di Lagosta e Pelagosa, l'alta valle dell'Isonzo e gran parte dell'Istria e del Carso triestino e goriziano. Il trattato determinò la perdita di tutte le colonie fasciste, mentre per quelle prefasciste le decisioni spettarono all'ONU, che scelse di attribuire il Dodecaneso alla Grecia, affidare la Libia ad un'amministrazione anglo-francese e cedere l'Eritrea alla Gran Bretagna. L'ONU concesse solo di esercitare un protettorato sulla Somalia, che terminò il 1º luglio 1960 con la nascita della Repubblica Somala, formata dall'unione del protettorato con lo Stato del Somaliland.

## Le colonie

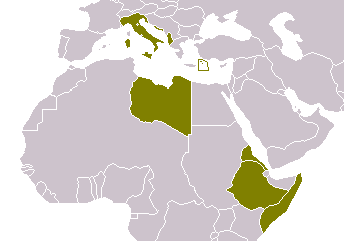
L'Impero italiano nel 1940

### Eritrea (1882-1941)
Primo nucleo della futura colonia Eritrea fu l'area commerciale stabilita dalla società Rubattino nel 1869 presso la baia di Assab. Abbandonata per una decina d'anni, fu poi acquistata dallo Stato italiano nel 1882, venendo a costituire il più antico fra i possedimenti coloniali italiani in Africa e nel resto del mondo. Nel 1885 anche il porto di Massaua cadde sotto il dominio italiano.
Con il trattato di Uccialli i possedimenti italiani vennero estesi nell'entroterra fino alle sponde del fiume Mareb. Di conseguenza il 1º gennaio 1890 fu istituzionalizzato il possesso di quei territori con la creazione di una colonia retta da un governatore (il primo ad occupare tale carica fu il generale Baldassarre Orero), e avente capoluogo la città di Asmara (climaticamente più confortevole per gli italiani rispetto a Massaua).
La massima espansione dei suoi confini fu raggiunta agli inizi del 1896, quando il Governatore della colonia, Oreste Baratieri dovette tramutare in realtà il progetto di occupazione dell'entroterra etiopico. Nel 1894 aveva fatto occupare la città sudanese di Cassala, allora possedimento derviscio, mentre nel 1895 durante la campagna d'Africa Orientale, occupò ampie zone del Tigrè, comprendenti la città di Axum. A seguito della sconfitta nella battaglia di Adua, i confini della colonia ritornarono ad essere quelli stabiliti dal Trattato e tali rimasero fino alla Guerra d'Etiopia.
Primo governatore non militare fu Ferdinando Martini a quel tempo convinto sostenitore della necessità per lo Stato italiano di possedere colonie. A costui toccò il compito di ristabilire contatti pacifici con l'Etiopia, di migliorare i rapporti fra italiani e popolazioni indigene e di creare un corpo di funzionari che portasse avanti l'amministrazione della colonia. Fu grazie alla sua politica che la colonia ebbe degli Ordinamenti Organici e dei codici coloniali.
Uno degli ufficiali più attivi presso il Commissariato di Adua in Eritrea fu il friulano Giovanni Ellero.
Durante il fascismo, la colonia fu oggetto di un ambizioso progetto di modernizzazione, voluto dal Governatore Jacopo Gasparini, che cercò di tramutarla in un importante centro per la commercializzazione dei prodotti e materie prime. Asmara, la capitale del governatorato dell'Eritrea popolata nel 1939 da 53.000 Italo-eritrei su un totale di 98.000 abitanti, fu luogo di un notevole sviluppo urbanistico/architettonico.
La colonia Eritrea venne inglobata nell'Africa Orientale Italiana nel 1936, diventando uno dei sei governi in cui era diviso il vicereame, i confini della colonia vennero riportati a quelli del 1895 con l'annessione del territorio del Tigrè.
Nella primavera del 1941 la colonia venne occupata, insieme al resto dell'Africa Orientale Italiana, dalle truppe britanniche.

### Somalia italiana (1890-1960)
Un'altra colonia italiana fu stabilita nel sud della Somalia tra il 1889 e il 1890, inizialmente come protettorato. Nel giugno 1925 la sfera di influenza italiana venne estesa fino ai territori dell'Oltregiuba e le isole Giuba, fino ad allora parte del Kenya inglese e cedute come ricompensa per l'entrata in guerra a fianco degli Alleati durante la prima guerra mondiale.
Negli anni venti e trenta si ebbe l'insediamento di numerosi coloni italiani a Mogadiscio e nelle aree agricole come Villabruzzi, con notevole sviluppo della colonia.
Dopo l'entrata dell'Italia nella seconda guerra mondiale (10 giugno 1940), nell'agosto 1940 le truppe italiane occuparono la Somalia britannica (Somaliland). Nei primi mesi del 1941 le truppe inglesi occuparono tutta la Somalia italiana e riconquistarono anche il Somaliland.
Dopo l'invasione da parte delle truppe alleate nella seconda guerra mondiale la Somalia italiana fu consegnata all'Italia in amministrazione fiduciaria decennale nel 1950.

### Libia (1911-1943)
1912 - Dall'Impero ottomano - In seguito al trattato di Losanna
     1919 - Dall'Algeria Francese e dall'Africa Occidentale Francese - In seguito al trattato di Versailles
     1923 - De jure dall'Impero ottomano - In seguito al trattato di Losanna - 1931 - De facto dai Senussi - In seguito alla conquista italiana di Cufra
     1926 - Dall'Egitto - In compensazione alla partecipazione nella prima guerra mondiale
     1934 - Dal Sudan Anglo-Egiziano - In compensazione alla partecipazione nella prima guerra mondiale
     1935 - Dall'Africa equatoriale francese - Secondo l'accordo franco-italiano in compensazione alla partecipazione nella prima guerra mondiale - non ratificato

Progressive aggiunte territoriali alla Libia italiana:
1912 - Dall'Impero ottomano - In seguito al trattato di Losanna
1919 - Dall'Algeria Francese e dall'Africa Occidentale Francese - In seguito al trattato di Versailles
1923 - De jure dall'Impero ottomano - In seguito al trattato di Losanna - 1931 - De facto dai Senussi - In seguito alla conquista italiana di Cufra
1926 - Dall'Egitto - In compensazione alla partecipazione nella prima guerra mondiale
1934 - Dal Sudan Anglo-Egiziano - In compensazione alla partecipazione nella prima guerra mondiale
1935 - Dall'Africa equatoriale francese - Secondo l'accordo franco-italiano in compensazione alla partecipazione nella prima guerra mondiale - non ratificato

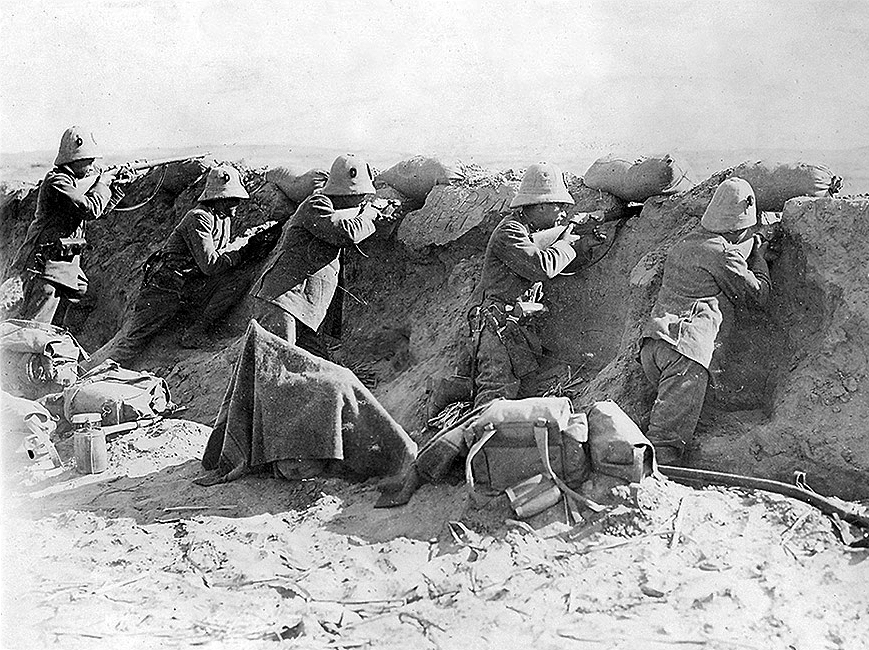
Truppe italiane sparano contro i turchi a Tripoli (1911)

Dopo una breve guerra contro l'Impero ottomano nel 1911, l'Italia acquisì il controllo della Tripolitania e della Cirenaica, ottenendo il riconoscimento internazionale a seguito degli accordi del trattato di Losanna. Le mire italiane sulla Libia vennero appoggiate dalla Francia, che vedeva di buon occhio l'occupazione di quel territorio in funzione anti-britannica. Con il fascismo, alla Libia venne attribuito l'appellativo di quarta sponda negli anni trenta, dopo che negli anni venti vi fu la pacificazione della colonia ad opera di Rodolfo Graziani.
Nel 1934, Tripolitania e Cirenaica vennero riunite per formare la colonia di Libia, nome utilizzato 1.500 anni prima da Diocleziano per indicare quei territori. Il governatore Italo Balbo avviò un piano di colonizzazione che portò decine di migliaia di italiani in Libia, con un conseguente enorme sviluppo socioeconomico della Libia.
L'Italia perse il controllo sulla Libia quando le forze italo-tedesche si ritirarono in Tunisia nel 1943. Dopo la fine della guerra, la Libia venne provvisoriamente amministrata dalla Gran Bretagna e dalla Francia nel Fezzan fino al conseguimento definitivo dell'indipendenza nel 1951.

#### Operazioni militari per la «riconquista» (1923-32)
Gli accordi stipulati fra il governo italiano e il capo dei senussiti al sáied Moḥámmed Idrís, durante la prima guerra mondiale e ratificati fra il 1915, il 1917 e il 1921, vennero giudicati contrari allo spirito dell'istituzione senussita dalla maggior parte dei notabili ikhwān locali e in generale fonte di forti contrasti interni. Ciò portò all'esilio in Egitto dell'emiro nel gennaio 1923, che iniziò da lì una tardiva resistenza anti-italiana. Il 6 marzo 1923, il governatore della Cirenaica, Luigi Bongiovanni proclamò lo Stato d'assedio, iniziando poi le operazioni per la «riconquista» della Libia, che portarono alla dichiarazione della decadenza degli accordi preesistenti il 10 maggio 1923.
Cufra, considerata da Graziani "centro di raccolta di tutto il fuoriuscitismo libico", fu bombardata il 26 agosto e i ribelli inseguiti verso il confine con l'Egitto. Lo stesso Graziani parla di 100 ribelli uccisi, 14 ribelli passati per le armi e 250 fermati tra cui donne e bambini. Dopo una nuova insurrezione, il 20 gennaio 1931 la città venne rioccupata dagli italiani; ne seguirono tre giorni di violenze che provocarono la morte di circa 180-200 libici ed innumerevoli altre vittime tra i sopravvissuti: 17 capi senussiti giustiziati, 35 indigeni evirati e lasciati morire dissanguati, 50 donne stuprate, 50 fucilazioni, 40 esecuzioni con accette, baionette, sciabole. Le atrocità non risparmiarono neanche i bambini e le donne incinte.
Grande fu l'impressione nel mondo islamico. La Nation Arabe scrisse:
Il giornale di Gerusalemme Al Jamia el Arabia pubblicò il 28 aprile 1931, un manifesto in cui si ricordano:

### Etiopia (1936-1941)
L'Etiopia fu conquistata dalle truppe italiane, comandate dal maresciallo Pietro Badoglio dopo la guerra del 1935-1936. La vittoria fu annunciata da Benito Mussolini il 9 maggio 1936, il Re d'Italia Vittorio Emanuele III assunse il titolo di Imperatore d'Etiopia; Mussolini quello di Fondatore dell'Impero, e a Badoglio fu concesso il titolo di Duca di Addis Abeba. Il 21 maggio 1936 il maresciallo Badoglio ritornò in Italia e cedette il comando supremo al maresciallo Rodolfo Graziani.
Con l'annessione dell'Etiopia, i possedimenti italiani in Africa Orientale (Etiopia, Somalia ed Eritrea) furono unificati sotto il nome di Africa Orientale Italiana A.O.I., e posti sotto il governo di un Viceré che inizialmente fu il maresciallo Graziani sostituito nel dicembre 1937 da Amedeo Duca d'Aosta.
L'Etiopia, insieme all'Eritrea, fu molto interessata dalla emigrazione italiana e dalla costruzione di nuove strade, grandi infrastrutture (ponti, ecc.) e anche dalla sistemazione delle città, specie della capitale Addis Abeba secondo un piano regolatore prestabilito (nuovi quartieri, una nuova ferrovia). La breve presenza italiana, di soli 5 anni, e le difficoltà di pacificazione della zona, non permise la sistemazione totale della città, che sarebbe dovuta essere il fiore all'occhiello del colonialismo italiano; la resistenza etiopica degli arbegnuoc ("patrioti") fu infatti attiva e pericolosa durante tutti gli anni del dominio italiano. Inoltre, quale membro della Lega delle Nazioni, l'Italia ricevette la condanna internazionale per l'occupazione dell'Etiopia, che ne era uno Stato membro.
Nei primi mesi del 1941 le truppe britanniche, con l'appoggio degli arbegnuoc, sconfissero gli italiani e occuparono l'Etiopia, anche se alcuni focolai di resistenza italiana si mantennero attivi a Gondar fino all'autunno del 1941. Inoltre si ebbe anche una guerriglia italiana durata fino al 1943. I britannici reinsediarono il deposto Negus, Hailé Selassié, esattamente cinque anni dopo la sua cacciata.

### Il protettorato sull'Albania (1918-1920)
Il protettorato italiano dell'Albania si instaurò in quel paese negli anni 1918-1920. Nacque nell'ambito delle operazioni sul fronte balcanico nella prima guerra mondiale, dopo la conclusione della campagna di Albania.
L'intervento italiano si concretizzò, a partire dal 1914, in una spedizione militare, poi denominata "corpo di spedizione italiano in Albania", promossa dal governo italiano allo scopo di contrastare le forze austro-ungariche e di controllare quel territorio.

### Il Dodecaneso (1912-1943)
Tra l'aprile e l'agosto del 1912, durante la fase conclusiva della guerra in Libia contro l'impero ottomano, l'Italia decise di occupare dodici isole dell'Egeo sottoposte al dominio turco: il cosiddetto Dodecaneso. A seguito del trattato di Losanna, l'Italia poté mantenere l'occupazione militare delle dodici isole fino a quando l'esercito turco non avesse abbandonato completamente l'area libica. Questo processo avvenne lentamente, anche perché alcuni ufficiali ottomani decisero di collaborare con la resistenza libica, per cui l'occupazione dell'area nel mar Egeo venne mantenuta nei fatti fino al 24 maggio 1915, giorno in cui l'Italia, entrata nella prima guerra mondiale assieme le forze dell'Intesa, riprese le ostilità contro l'Impero ottomano.
Durante la guerra e l'occupazione italiana di Adalia l'isola di Rodi fu sede di un'importante base navale per le forze marine britanniche e francesi.
Dopo la vittoria nella prima guerra mondiale, il Regno d'Italia intendeva consolidare formalmente la propria presenza nell'area dell'Egeo e lungo le coste turche. Tramite un accordo con il governo greco all'interno del trattato di Sèvres del 1919, si stabilì che Rodi diventasse italiana anche dal punto di vista formale, mentre le altre undici isole sarebbero passate alla Grecia, come la totalità delle altre isole del mar Egeo. In cambio, l'Italia avrebbe ottenuto dallo Stato greco il controllo della parte sud-ovest dell'Anatolia (occupazione italiana di Adalia), che si estendeva da Konya fino ad Alanya e che comprendeva il bacino carbonifero di Adalia. La sconfitta dei greci nella guerra contro la Repubblica di Turchia nel 1922 rese impossibile l'accordo e l'Italia mantenne l'occupazione di fatto delle isole fino a quando, con il trattato di Losanna del 1923, l'amministrazione dell'arcipelago non le fu riconosciuto internazionalmente.
Negli anni venti e trenta l'amministrazione fascista da un lato portò degli ammodernamenti, come la costruzione di ospedali e acquedotti, ma si distinse anche per il tentativo di italianizzare con diversi provvedimenti le dodici isole, i cui abitanti erano a maggioranza di lingua greca, con la presenza di minoranze, turca ed ebraica.
Nel settembre 1943 dopo l'armistizio di Cassibile, i soldati del Terzo Reich occuparono le isole. L'8 maggio del 1945 le forze britanniche presero possesso dell'isola di Rodi e tramutarono il Dodecaneso in un protettorato. Con il trattato di Parigi, gli accordi fra Grecia e Italia stabilirono il possesso formale delle isole da parte dello Stato greco, che assunse pieno controllo amministrativo solamente nel 1948.

### Saseno (1914-1920)
L'isola di Saseno fu occupata il 30 ottobre 1914 dal Regno d'Italia, fino a quando, dopo la prima guerra mondiale, il 18 settembre 1920, grazie a un accordo italo-albanese (accordo di Tirana del 2 agosto 1920, in cambio delle pretese italiane su Valona) e a un accordo con la Grecia, entrò a far parte dell'Italia che la voleva per la sua posizione strategica, facendone una base navale fino al 1944.
Fece prima parte della provincia di Zara (dal 1920 al 1941), poi nel 1941 entrò a far parte della provincia di Cattaro (Dalmazia). Occupata dai tedeschi nel settembre del 1943 e dai partigiani albanesi nel maggio del 1944, l'isola venne restituita all'Albania per effetto del Trattato di Parigi del 10 febbraio 1947.
Oggi sull'isola esiste un deposito e una caserma della Guardia costiera aperta nel 1997 per reprimere i traffici illeciti tra l'Italia e l'Albania e restano le installazioni (incluso un faro e varie fortificazioni) costruite durante la precedente occupazione italiana.

### L'Anatolia (1919-1922)

Il trattato di Sèvres (firmato nel 1920, ma mai ratificato) prevedeva che l'Anatolia fosse divisa in varie sfere di influenza. In verde chiaro la zona d'influenza teoricamente assegnata al Regno d'Italia; delimitata da linea continua verde, l'effettiva occupazione italiana di Adalia (1919-1922).

Per quasi quattro anni dopo la fine della Grande Guerra, l'Italia cercò di creare una colonia in Anatolia dove occupò militarmente la fascia costiera tra Smirne ed Adalia.
Infatti a partire dal 1912, dopo l'occupazione del Dodecaneso, l'Italia fece degli studi per una penetrazione sulla costa anatolica più prossima all'arcipelago. La città di Adalia rappresentava il centro di tale interesse, non escludendo anche la pianura del fiume Meandro e la città portuale di Smirne, considerata la porta commerciale dell'intera Turchia asiatica. Tuttavia la concessione del governo turco ad un gruppo finanziario italiano per intraprendere alcuni lavori portuali e la costruzione della ferrovia Adalia-Burdur (1913) incontrò l'opposizione di Francia e Germania, interessate all'influenza economica in Anatolia.
L'entrata in guerra al fianco dell'Intesa rappresentò per il governo di Roma un'occasione propizia per imporre le sue mire sull'Anatolia, ricevendo solo un vago riconoscimento dei suoi interessi sulla regione nell'accordo di San Giovanni di Moriana (1917); tuttavia reciproci sospetti e incomprensioni tra gli italiani e gli scomodi alleati anglo-francesi portarono a un nulla di fatto, che si aggravò nel 1919 con la conferenza di Versailles. Infatti, conclusasi la guerra, la Grecia, che aveva gli stessi interessi italiani sulla zona dell'Egeo, oltre a pretendere la cessione del Dodecaneso da Roma, era favorita dalle simpatie di Londra e Parigi per ereditare dall'Impero ottomano tutte quelle zone della costa anatolica abitate oltre che dai turchi da una popolazione greca.
L'Italia, non potendo ottenere nulla in sede diplomatica, agì di conseguenza, inviando nel marzo del 1919 una spedizione militare di circa 12.000 uomini con base Rodi e destinata ad occupare i principali centri e porti tra Adalia e Smirne. Quest'ultima città tuttavia nel frattempo fu concessa dal tavolo della pace ad Atene durante l'abbandono per protesta da parte della delegazione italiana, e quindi non fu mai occupata dalle truppe italiane.
Il comando italiano, su indicazioni del governo, mantenne per circa tre anni i suoi presidi, sperando che la situazione internazionale si sbloccasse in favore di Roma, arretrando però gradualmente le posizioni in relazione agli sviluppi diplomatici e all'inaspettata avanzata di Mustafa Kemal.
Le pesanti sconfitte inflitte dai kemalisti agli ellenici e la comprensione dell'escalation di violenza e di poca redditività politico-economica di tutta l'operazione, portò l'Italia a decidere il completo abbandono di un grande sogno nel Mediterraneo orientale. Il 5 luglio 1921 fu ritirato il presidio italiano e nell'autunno del 1922 gli ultimi reparti lasciarono la terraferma, per rientrare a Rodi, concludendo qualsiasi ambizione politica e militare sul territorio ex ottomano, mantenendo però l'occupazione dell'isola di Castellorizo come parte integrante del Dodecanneso..

### Africa Orientale Italiana (1936-1941)

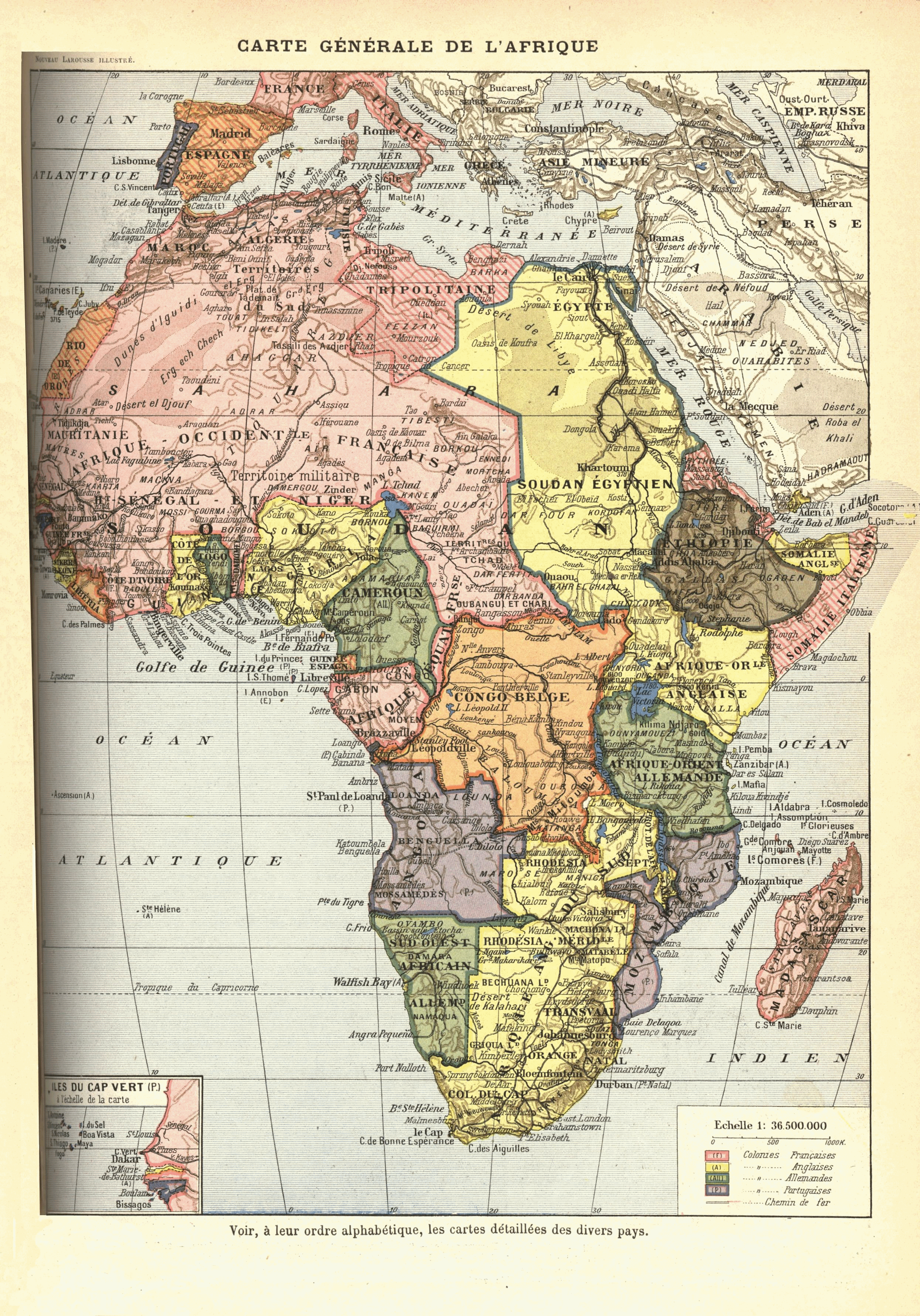
Mappa francese dell'Africa (circa 1911)

Con la conquista di gran parte dell'Etiopia si procedette a una ristrutturazione delle colonie del Corno d'Africa. Somalia, Eritrea e Abissinia vennero riunite nel vicereame dell'Africa Orientale Italiana (AOI). Il progetto coloniale terminò con l'occupazione britannica dei territori soggetti al dominio italiano nel 1941.
L'Etiopia fu la colonia italiana, insieme con l'Eritrea, più interessata dalla costruzione di nuove strade, grandi infrastrutture (ponti, ecc.) e anche dalla sistemazione delle città, specie della capitale Addis Abeba secondo un piano regolatore prestabilito (nuovi quartieri, una nuova ferrovia). La breve presenza italiana, di soli 5 anni, e le difficoltà di pacificazione della zona, non permise la sistemazione totale della città, che avrebbe dovuto essere il fiore all'occhiello del colonialismo italiano. Tuttavia, quale membro della Società delle Nazioni, l'Italia ricevette la condanna internazionale per l'occupazione dell'Etiopia, che era uno Stato membro.
Nei primi mesi del 1941 le truppe inglesi sconfissero gli italiani e occuparono l'Etiopia, anche se alcuni focolai di resistenza italiana si mantennero attivi a Gondar fino all'autunno del 1941. Inoltre si ebbe anche una guerriglia italiana durata fino al 1943. Gli inglesi reinsediarono il deposto Negus, Hailé Selassié, esattamente cinque anni dopo la sua cacciata.

### Albania (1939-1943)
L'Albania era sotto la sfera di influenza italiana dagli anni venti, e l'isola di Saseno davanti a Valona era parte integrante del Regno d'Italia dai tempi della Pace di Parigi (1919). Dopo alterne vicende, l'Albania venne occupata militarmente da truppe italiane nel 1939. Alla base di questa decisione, vi fu il tentativo di Mussolini di controbilanciare l'alleanza con la sempre più potente Germania nazista di Hitler, dopo l'occupazione dell'Austria e della Cecoslovacchia. L'invasione dell'Albania, iniziatasi il 7 aprile 1939 fu completata in cinque giorni. Il re Zog si rifugiò a Londra.
Vittorio Emanuele III ottenne la corona albanese, e venne insediato un governo fascista guidato da Shefqet Vërlaci. Le forze dell'esercito albanese vennero incorporate in quello italiano.
Nel 1941 vennero uniti all'Albania il Kosovo, alcune piccole aree del Montenegro e una parte della Macedonia (territori già iugoslavi).
La resistenza contro l'occupazione italiana incominciò nell'estate 1942 e si fece più violenta e organizzata nel 1943: nell'estate del 1943 le montagne interne erano difatti sotto il controllo diretto della resistenza albanese guidata da Enver Hoxha. Nel settembre 1943 dopo la caduta del fascismo, il controllo sull'Albania venne assunto dalla Germania nazista.

### Tientsin, Cina (1901-1947)

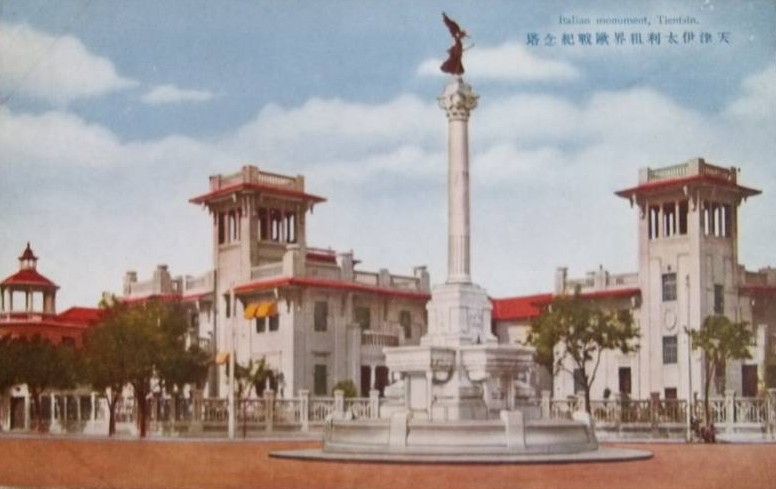
Il monumento commemorativo della prima guerra mondiale a piazza Regina Elena, nella concessione italiana di Tientsin

Nel 1901, come a molte altre potenze straniere, fu garantito all'Italia una concessione commerciale nell'area della città di Tientsin (l'odierna Tianjin) in Cina. La concessione italiana, di 46 ettari, fu una delle minori concessioni concesse dall'impero cinese alle potenze europee. Dopo la fine della prima guerra mondiale la concessione austriaca nella stessa città fu inglobata in quella italiana portandola quindi a 1,04 km². I termini di tale concessione vennero ridiscussi, e infine la stessa concessione venne di fatto sospesa, a seguito di un accordo tra la Repubblica Sociale Italiana e il governo filo-giapponese della Repubblica di Nanchino (che inglobò la concessione) nel 1944. Dopo l'armistizio dell'8 settembre 1943, la guarnigione italiana a Tientsin combatté contro i giapponesi, ma dovette poi arrendersi e pagare con la prigionia in Corea. La concessione di Tientsin, così come i quartieri commerciali italiani a Shanghai, Hankow e Pechino e tutti i Possedimenti italiani in Cina, furono nuovamente annessi dalla Cina con il trattato di pace del 1947.

## Sinossi territoriale generale
Nel 1939, alla vigilia della seconda guerra mondiale, i territori controllati dall'Italia erano così suddivisi:
| Territori | Nome                             | Area (km²)  | Note                          |
| --------- | -------------------------------- | ----------- | ----------------------------- |
| 1         | Italia metropolitana             | 310 190     |                               |
| 2         | Libia italiana                   | 1 873 800   | Compresa la striscia di Aozou |
| 3         | Africa Orientale Italiana        | 1 749 600   | Comprese le isole Hanish      |
| 4         | Albania                          | 28 750      |                               |
| 5         | Isole italiane dell'Egeo         | 2 690       |                               |
| 6         | Concessione italiana di Tientsin | 0,5         |                               |
| Totale    |                                  | 3 965 030,5 |                               |

L'Impero raggiunse la sua massima estensione nell'estate del 1940, quando oltre alla Somalia settentrionale furono sottratti all'Impero britannico territori sudanesi (Cassala), kenyani (Moyale) ed egiziani (con la prima invasione italiana dell'Egitto si giunse fino a Sidi Barrani). La simultanea occupazione di territori francesi (Mentone), illirici e greci fece sì che l'Impero superasse, all'inizio del 1941, i 4100000 km² occupati.

## Crimini del colonialismo
Contando guerre, rastrellamenti, esecuzioni, deportazioni e internamento nei campi di concentramento sono attribuibili al colonialismo italiano oltre 1.000.000 di morti. Su un ammontare di poco più di 12 milioni di persone, significa che oltre l'8,5% dell'intera popolazione delle colonie morì per mano italiana.
Va segnalato l'elevato tasso di mortalità nei campi di concentramento coloniali italiani, che arrivò a toccare anche il 58% degli internati.

## Tracce del colonialismo italiano
Nello spazio pubblico italiano rimangono tuttora vive le tracce del colonialismo, raramente contestualizzate e depositate in tutta la penisola in migliaia di nomi stradali quali, per esempio, via Bengasi, via Tripoli, via Amba Alagi o via Libia. Particolarmente significativo è il Monumento ai caduti di Dogali a Roma, eretto nel 1887 per ricordare l'omonima battaglia.

## Nella letteratura
Il periodo coloniale italiano si contraddistinte per la produzione di romanzi, ad opera dei seguenti autori: Guelfo Civinini, Arnaldo Cipolla, Guido Milanesi, Mario Dei Gaslini, Vittorio Tedesco Zammarano, Mario Appelius, Nonno Ebe, Orio Vergani e Leda Rafanelli.
Gli autori erano anche giornalisti, esploratori, coloni, scrittori-soldato. Vi erano almeno settanta le case editrici, soprattutto del Nord (Milano, Torino, Genova), ma sparse in tutta Italia e anche nelle colonie.

## Le canzoni del colonialismo italiano

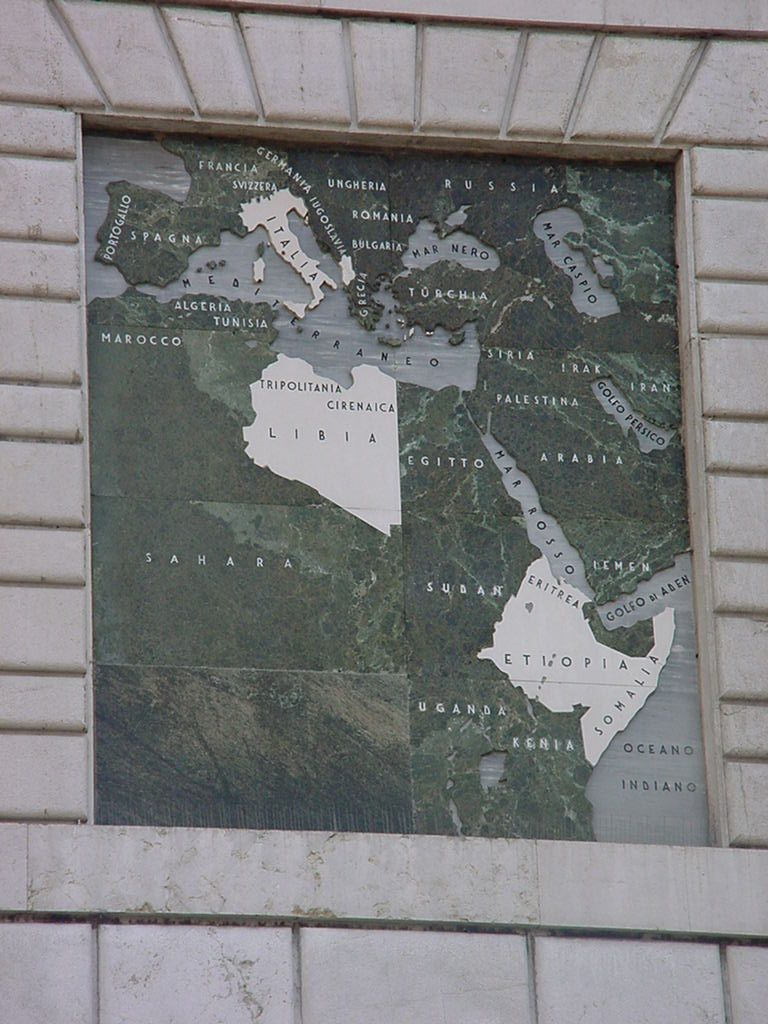
Mappa dell'impero in Piazza delle Erbe (Padova)

Le guerre coloniali avevano bisogno dell'appoggio della popolazione. A tale scopo vennero lanciate diverse canzoni propagandistiche, che nel testo quasi sempre trasformavano la guerra di conquista in guerra di liberazione.
- Tripoli bel suol d'amore
- Africanella
- Carovane del Tigrai
- Sul lago Tana
- Ti saluto!
- Faccetta nera
- Adua
- Canzone d'Africa
- Ritorna il legionario
- In Africa si va
- L'Abissino vincerai
- C'era una volta il negus
- Povero Selassiè
- Africanina
- Africa nostra
- Amba Alagi
- Avanti Italia
- Cantate dei legionari
- Canto dei volontari
- Etiopia
- Marcia delle Legioni
- O morettina
- La sagra di Giarabub